# Mazda RX-4
O Mazda RX-4 foi um sedan de luxo produzido pela empresa japonesa Mazda.